# Elaphoglossum jinoteganum
Elaphoglossum jinoteganum är en träjonväxtart som beskrevs av A. Rojas. Elaphoglossum jinoteganum ingår i släktet Elaphoglossum och familjen Dryopteridaceae. Inga underarter finns listade.